# Marco Rivera

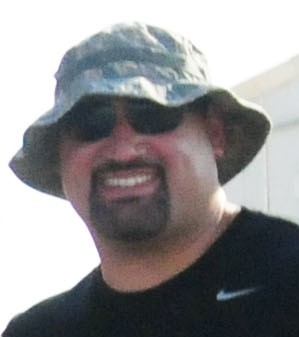
Imagem do ex-jogador de futebol americano estadunidense Marco Rivera.

Marco Anthony Rivera (26 de abril de 1972, Brooklyn, Nova Iorque) é um ex-jogador profissional de futebol americano estadunidense que foi campeão da temporada de 1996 da National Football League jogando pelo Green Bay Packers.